# Уондерерс (футбольный клуб)
Уондерерс (англ. Wanderers F.C., в переводе — странники) — любительский футбольный клуб, базировавшийся в Лондоне. Основан в 1859 году под названием Форест Футбол Клаб (англ. Forest Football Club), в 1864 переименован в «Уондерерс». Будучи составленным из бывших учеников публичных школ, «Уондерерс» доминировали в английском футболе 1870-х годов и выиграли Кубок вызова Футбольной ассоциации (ныне известный как Кубок Англии) пять раз, включая победу над «Ройал Энджинирс» в первом финале Кубка в 1872.

## Кубок вызова
До организации Кубка вызова в 1871 году «Уондерерс» играли только товарищеских матчах, правила которых в каждом матче различались друг от друга. Даже после основания Футбольной ассоциации Англии в 1863 году, одним из членов-основателей которой являлись «Уондерерс», команда продолжала играть в матчах с различными правилами, но несмотря на это стала одной из сильнейших команд Англии. Они выигрывали Кубок Англии 3 года подряд (1876—1878). Эта серия была повторена лишь однажды. Среди игроков клуба был Чарльз Уильям Олкок, которого современники называли «отцом современного спорта», и Артур Киннэрд, названный лучшим игроком своей эпохи. 
Клуб был возрожден в 2009 году, согласно сообщениям прессы, при участии потомков Чарльза Алкока, с целью пропаганды британского отделения ЮНИСЕФ, в настоящее время клуб соревнуется в юго-западном отделении футбольной лиги графства Суррей.

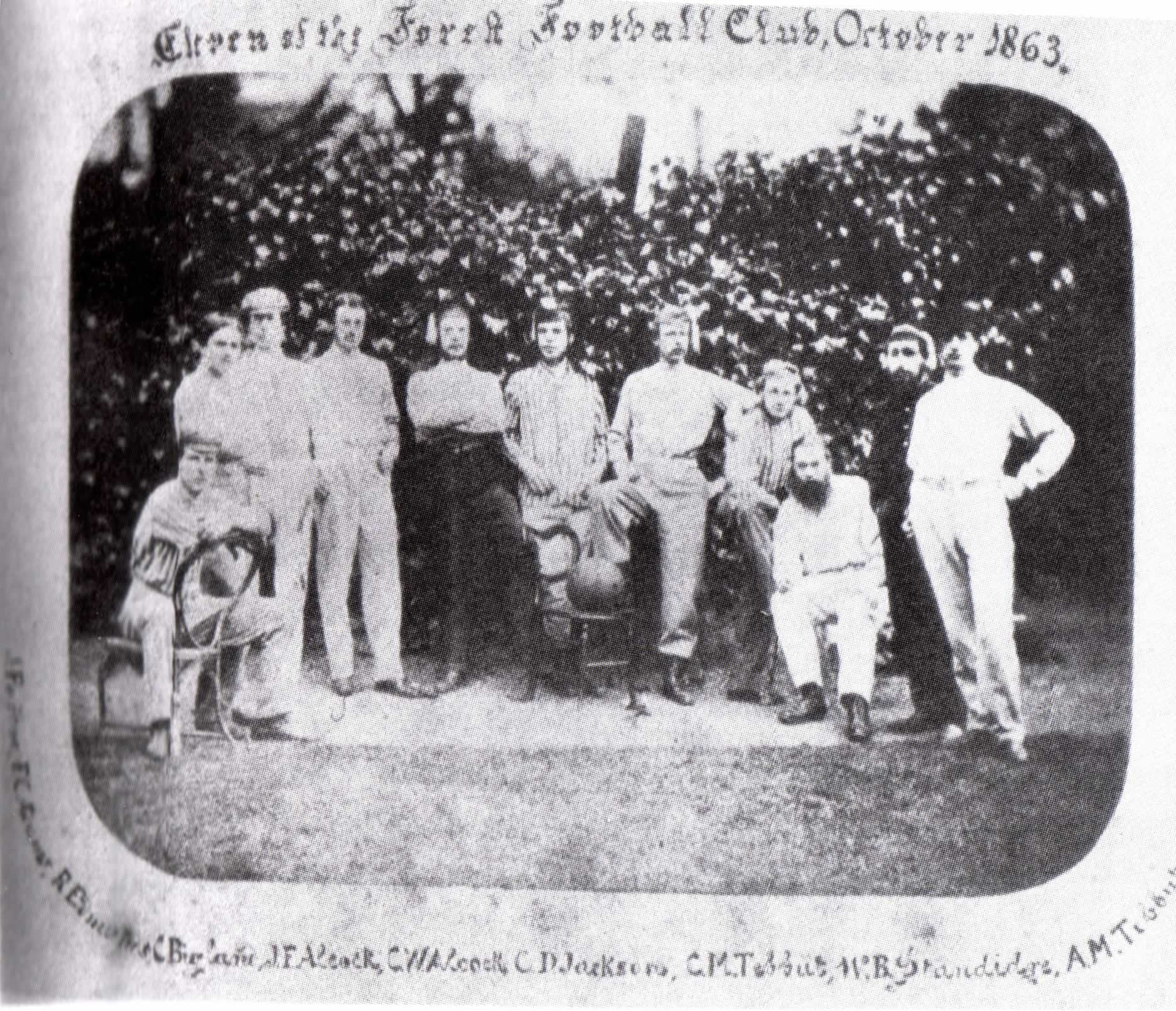
Единственная известная фотография команды. 1863 год

## История
Команда была основана в 1859 году и получила название «Форест». В течение первых двух лет своего существования домашние матчи команды проводились в лондонском районе Снэйрзбрук, рядом с Эппингским лесом. Первым соперником Forest FC стал клуб Кристал Пэлас (не имеющий отношения к современному клубу с таким же названием). Игра состоялась 15 марта 1859 года и закончилась победой «Форест». В том матче с каждой стороны участвовало не по одиннадцать, а по пятнадцать футболистов, поскольку единые правила проведения футбольных матчей на тот момент не были приняты.
В 1863 году клуб «Форест» стал одним из основателей Футбольной ассоциации Англии, которой были утверждены общие правила футбола, а уже в следующем год команда провела первый матч под названием «Уондерерс».

## Достижения
- Кубок Футбольной ассоциации
  - Обладатель (5): 1872, 1873, 1876, 1877, 1878